# Rhyacophila naga
Rhyacophila naga är en nattsländeart som beskrevs av Schmid 1970. Rhyacophila naga ingår i släktet Rhyacophila och familjen rovnattsländor. Inga underarter finns listade i Catalogue of Life.